# Lara Wendel
Pour les articles homonymes, voir Barnes et Wendel.
Daniela Barnes, dite Lara Wendel, est une actrice allemande, née le 29 mars 1965 à Munich.

## Biographie
Lara Wendel est la fille des acteurs Britta Wendel et Walter Barnes. Son frère Michael, est également comédien. Elle commence sa carrière cinématographique à l'âge de 6 ans dans Folie meurtrière (1972) de Tonino Valerii, mais c'est avec le film Jeux interdits de l'adolescence (1977) de Pier Giuseppe Murgia (aux côtés d'Eva Ionesco) qu'elle accède à la notoriété, en Italie et en Allemagne en particulier.

## Filmographie

### Cinéma
- 1972 : Folie meurtrière (Mio caro assassino) de Tonino Valerii : Stefania Moroni
- 1972 : L'Empire du crime (La mala ordina) de Fernando Di Leo : Rita Canali
- 1973 : Le Salopard (Senza ragione) de Silvio Narizzano : Une allemande
- 1974 : Le Parfum de la dame en noir (Il profumo della signora in nero) de Francesco Barilli : Silvia jeune
- 1977 : Jeux interdits de l'adolescence (Maladolescenza) de Pier Giuseppe Murgia : Laura
- 1978 : La Petite fille en velours bleu (Little Girl in Blue Velvet) d'Alan Bridges : Laura
- 1979 : Les Vierges damnées (Un ombra nell'ombra) de Pier Carpi : Daria Rhodes
- 1979 : Un dramma borghese de Florestano Vancini : Mimmina
- 1979 : Ernesto de Salvatore Samperi : Ilio / Rachele
- 1980 : Desideria: La vita interiore de Gianni Barcelloni Corte (it) : Desideria
- 1981 : Point de mire (it) (Il falco e la colomba) de Fabrizio Lori (it) : Viva Montero
- 1982 : Identification d'une femme (Identificazione di una donna) de Michelangelo Antonioni : La fille à la piscine
- 1982 : Ténèbres (Tenebre) de Dario Argento : Maria Alboretto
- 1983 : Vai alla grande : Karen
- 1984 : Fatto su misura : Lisa
- 1985 : A me mi piace : Michela
- 1986 : Morirai a mezzanotte de Lamberto Bava : Carol Terzi
- 1987 : L'Attaque des morts-vivants (Killing birds - uccelli assassini) de Claudio Lattanzi et Joe D'Amato : Anne
- 1987 : Intervista de Federico Fellini : L'épouse
- 1988 : I frati rossi : Ramona
- 1988 : La Maison du cauchemar (La casa 3) d'Umberto Lenzi : Martha
- 1992 : La villa del venerdì : Louisa

### Télévision
- 1984 : I ragazzi di celluloide 2 (feuilleton télévisé)
- 1984 : La piovra 2 (feuilleton télévisé) : Ellis, la fiancée de Sorbi
- 1987 : Une Australienne à Rome (Un' Australiana a Roma) (téléfilm) :
- 1989 : College (série télévisée) : Béatrice Barbieri